# Шатяева, Валентина Николаевна
Валентина Николаевна Шатяева (урожд. Рудакова) (род. 23 ноября 1963 года) — российская легкоатлетка, двукратная чемпионка мира по бегу на 100 км.

## Карьера
Валентина Рудакова родилась в 1963 году в небольшом поселке Архангельской области.
Окончила экономический факультет Сыктывкарского университета, где выполнила норматив кандидата в мастера спорта по лыжным гонкам.
После защиты диплома в 1985 году получила распределение на Саратовский завод «Серп и Молот» в качестве экономиста, где не только прекратила занятия спортом, но и вышла замуж за Алексея Шатяева и родила дочь.
В конце 1980-х годов возвратилась к занятиям спортом: биатлон, лыжные гонки, марафон.
В 1991 году Валентина выиграла 1 Всероссийский чемпионат по бегу на 100 км в Архангельске. В 1992 году стала победителем 100 км забега в Ханау-Роденбахе (Германия) и завоевала серебро в сверхмарафоне 100 km de la Somme.
В 1993 году выиграла серебро сверхмарафона Nacht van Vlaanderen, стала вице-чемпионкой мира и выполнила норматив мастера-международника, а также завоевала бронзу сверхмарафона 100 km de la Somme в Амьене.
В 1994 году завоевала серебро на сверхмарафоне «Комрадс», стала чемпионкой мира по бегу на 100 км. Заслуженный мастер спорта России (1994). Выиграла сверхмарафон «Кантабрия», а также Московский международный марафон мира.
В 1995 году развелась. Завоевала бронзу в сверхмарафоне «Комрадс» в ЮАР.
В 1996 году в Москве снова стала чемпионкой мира по бегу на 100 км. И снова «Комрадс».
В 1997 году — четвёртое место в сверхмарафоне «Комрадс». В 1998 году — снова бронза «Комрадса». В 1999 и 2000 годах — пятые места на «Комрадс».
В конце 1990-х годов вышла замуж за французского триатлониста-любителя и переехала во Францию. В 2002 году завершила карьеру.